# Westfaals voetbalkampioenschap 1925/26
In 1925/26 werd het veertiende Westfaals voetbalkampioenschap gespeeld, dat georganiseerd werd door de West-Duitse voetbalbond. 
De West-Duitse competities werden gespreid over 1924 tot 1926. Vorig seizoen werd de heenronde gespeeld, dit seizoen de terugronde. De wedstrijd tussen Arminia Bielefeld en Preußen Münster van 1 november 1925 was de eerste wedstrijd die live op de Duitse radio te volgen was, Arminia won met 5:0.
Arminia Bielefeld werd kampioen en VfL Osnabrück vicekampioen. Beide clubs plaatsten zich voor de West-Duitse eindronde. Beide clubs werden vijfde in de groepsfase.
Mindener SC 05 fuseerde met SpVgg Fortuna-Wacker Minden tot Mindener SpVgg 05. 

## Gauliga
| Plaats | Club                           | Wed. | W  | G | V  | Saldo  | Ptn.  |
| ------ | ------------------------------ | ---- | -- | - | -- | ------ | ----- |
| 1.     | 1. FC Arminia 1905 Bielefeld   | 28   | 23 | 4 | 1  | 108:18 | 50:6  |
| 2.     | VfL 1899 Osnabrück             | 28   | 22 | 2 | 4  | 111:41 | 46:10 |
| 3.     | Hammer SpVgg 03/04             | 28   | 21 | 3 | 4  | 117:39 | 45:11 |
| 4.     | VfB 1903 Bielefeld             | 28   | 13 | 7 | 8  | 62:44  | 33:23 |
| 5.     | SV Viktoria 09 Recklinghausen  | 28   | 14 | 4 | 10 | 63:42  | 32:24 |
| 6.     | BV Union 08 Herford            | 28   | 13 | 6 | 9  | 52:62  | 32:24 |
| 7.     | SpVgg Greven 1909              | 28   | 13 | 3 | 12 | 63:58  | 29:27 |
| 8.     | SC Preußen 06 Münster          | 28   | 10 | 6 | 12 | 63:66  | 26:30 |
| 9.     | VfR Osnabrück 06               | 28   | 8  | 9 | 11 | 57:73  | 25:31 |
| 10.    | 1. Recklinghäuser SpV Union 05 | 28   | 11 | 1 | 16 | 51:85  | 23:33 |
| 11.    | BV Westfalia 08 Scherlebeck    | 28   | 9  | 4 | 15 | 50:66  | 22:34 |
| 12.    | BV Westfalia 1906 Ahlen        | 28   | 8  | 6 | 14 | 46:74  | 22:34 |
| 13.    | FC Gronau 1909                 | 28   | 6  | 3 | 19 | 34:79  | 15:41 |
| 14.    | Mindener SpVgg 05              | 28   | 4  | 4 | 20 | 30:89  | 12:44 |
| 15.    | SuS 1905 Ahlen                 | 28   | 2  | 4 | 22 | 25:96  | 8:48  |

|  | Kampioen, geplaatst voor West-Duitse eindronde |
|  | Geplaatst voor West-Duitse eindronde           |
|  | Degradatie                                     |

## Promotie-eindronde
| Plaats | Club                 | Wed. | W | G | V | Saldo | Ptn.  |
| ------ | -------------------- | ---- | - | - | - | ----- | ----- |
| 1.     | SC Münster 1908      | 3    | 2 | 1 | 0 | 08:05 | 05:01 |
| 2.     | SpVgg Bielefeld 1906 | 1    | 1 | 0 | 0 | 03:02 | 02:00 |
| 3.     | SpVgg Herten 1907    | 2    | 0 | 1 | 1 | 02:06 | 01:03 |

|  | Promotie |